# Capilla Real del Tesoro di San Gennaro
La capilla real del Tesoro de San Gennaro es una capilla barroca de la catedral de Nápoles construida sobre la voluntad de los napolitanos para votar a San Gennaro.
Es una de las mayores expresiones artísticas de la ciudad, tanto por la concentración y prestigio de las obras en él, como por la cantidad de artistas de renombre internacional que participaron en su creación. Las decoraciones pictóricas y al fresco del interior, realizadas principalmente por Domenichino y Lanfranco, hacen de la capilla el epicentro de la pintura barroca emiliana en Nápoles.
Gracias a varias bulas papales, la capilla real no pertenece a la curia arzobispal, sino a la ciudad de Nápoles representada por una antigua institución cívica, aún hoy existente, la Diputación, y por las sedes de Nápoles.
Desde 2003, algunas salas adyacentes a la capilla albergan el Museo del Tesoro de San Gennaro, que exhibe exvotos y donaciones ofrecidas al santo a lo largo de unos siete siglos por reyes, papas y personalidades ilustres de la aristocracia napolitana y europea. 

## Historia

### La Diputación de Hacienda
El nacimiento de la capilla está ligado a los difíciles años que vivió Nápoles durante la primera mitad del siglo XVI, caracterizados precisamente por guerras transfronterizas e internas, crisis de pestilencia y erupciones volcánicas .

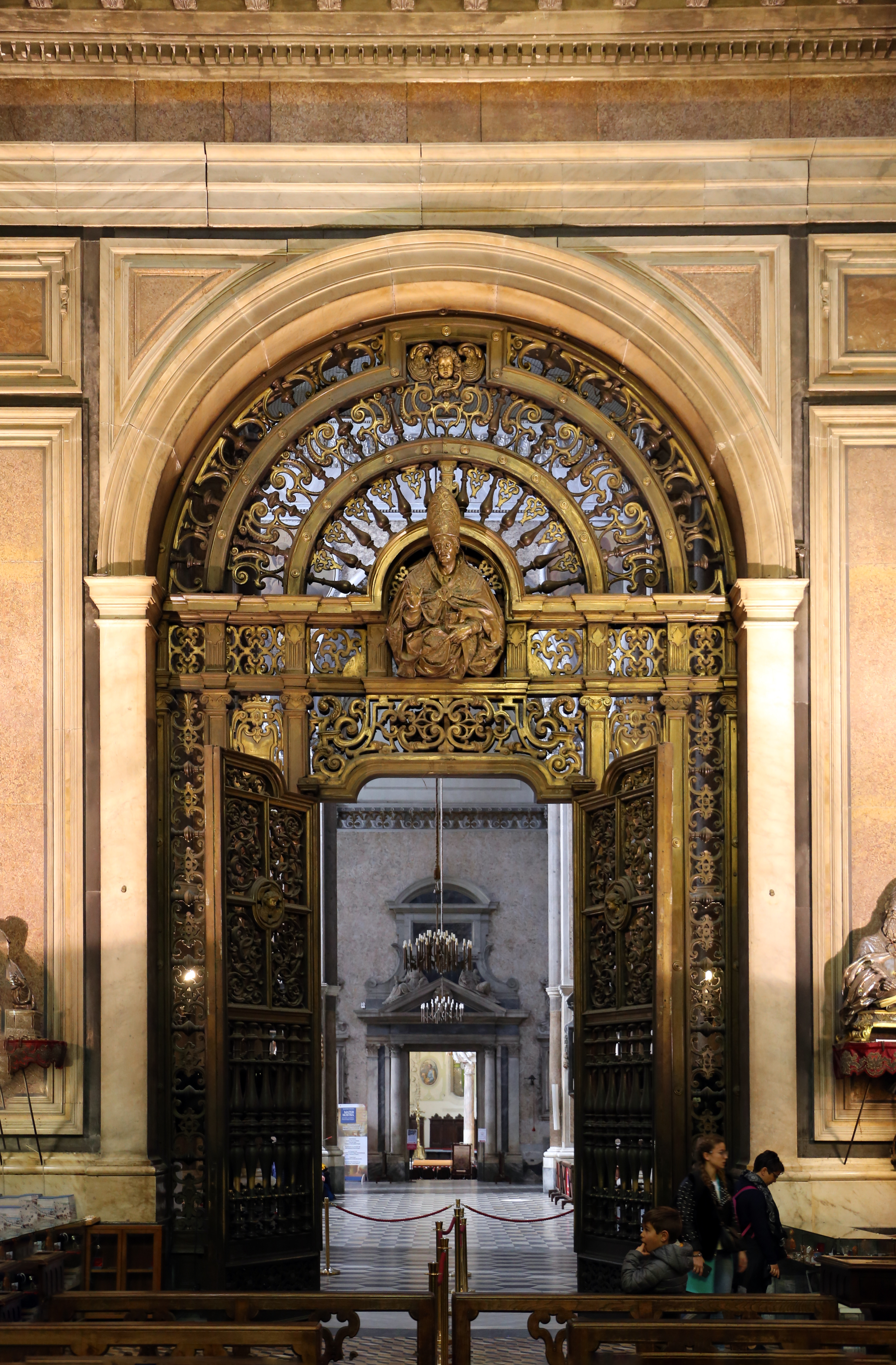
Entrada a la capilla desde la catedral de Nápoles ; en primer plano la puerta monumental de Cosimo Fanzago

Los conflictos internos se produjeron hacia 1527, cuando el pretendiente angevino, aprovechando también la ausencia del virrey de Nápoles, se enfrentó a las tropas de Carlos V, y la muerte de su lugarteniente Andrea Carafa conde de Santa Severina, intentó recuperar la Reino de Nápoles desembarcando con sus soldados en Gaeta y Salerno. A raíz de estos hechos, el general Lautrec, al mando de los franceses, llegó a las murallas de Nápoles y la sitió, impidiendo el suministro de víveres y, según algunos historiadores entre ellos Pietro Giannone, envenenando también las aguas que regaban la ciudad. Esto provocó un rebrote de la peste que ya estaba diezmando a los napolitanos llegando hasta unos 250.000 muertos.
En el mismo período, el Vesubio también contribuyó a arrasar la ciudad con una erupción acompañada de una serie de terremotos diarios que la destrozaron.
A raíz de estos acontecimientos, el pueblo napolitano decidió volverse hacia su santo patrón y el 13 de enero de 1527, aniversario del traslado de los huesos de San Gennaro de Montevergine a Nápoles, prometió erigir una nueva y más bella capilla en la catedral. La antigua quedó relegada a una estrecha torre situada a la izquierda de la entrada de la catedral. El compromiso se asumió solemnemente y para dar aún más valor al voto los napolitanos redactaron el documento, firmado por los "elegidos de la ciudad", ante notario, en el altar mayor de la catedral con instrumento público redactado por notario Vincenzo de Bossis.
De esta forma, para obtener la liberación de los tres flagelos, los representantes de las cinco sedes nobiliarias de Nápoles (Capuano, Nido, Montagna, Portanova y Porto) más el representante de la sede del Pueblo se comprometieron a ofrecer mil ducados por la Eucaristía. tabernáculo y diez mil para la construcción de una nueva capilla en honor de San Genaro.

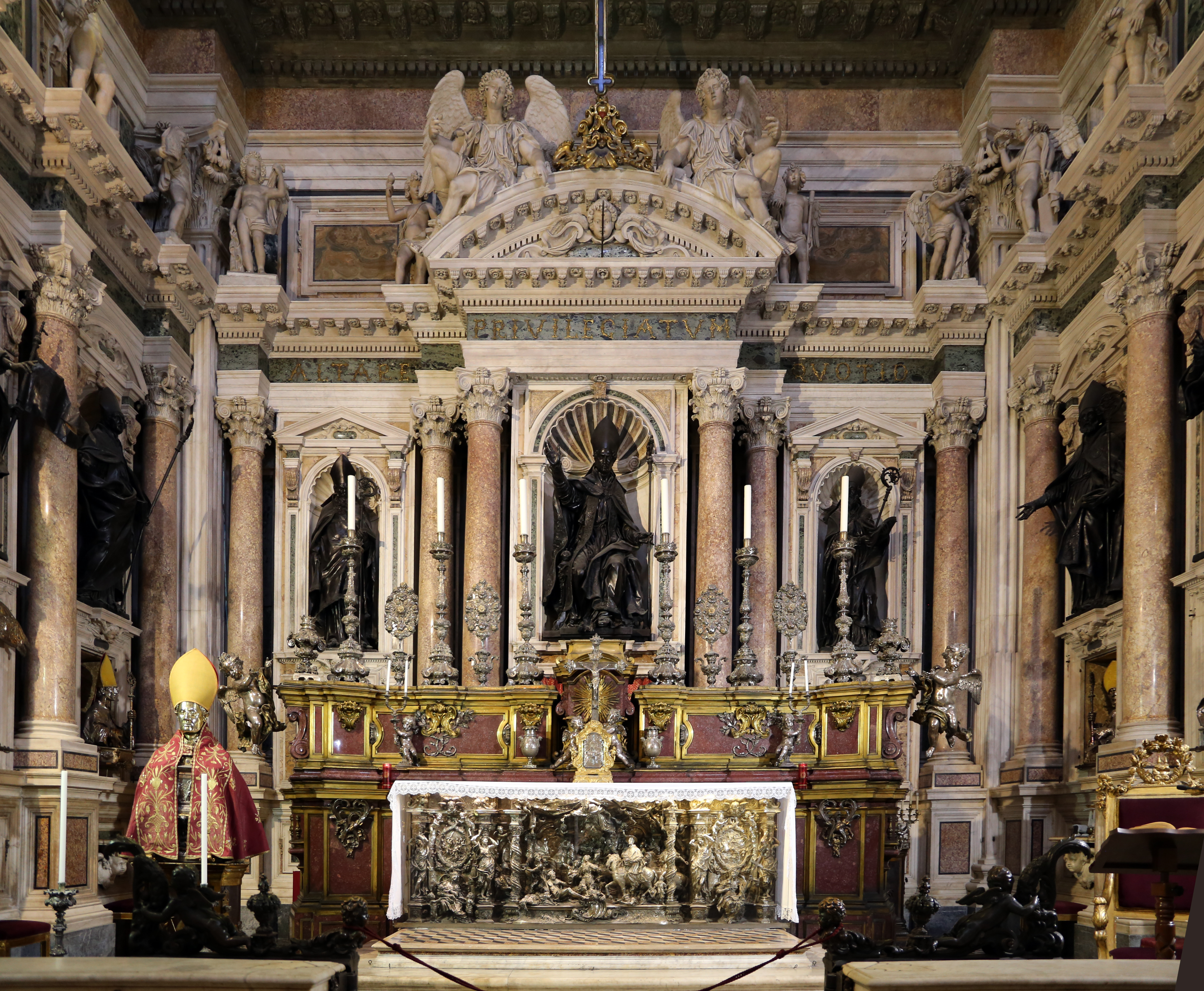
Altar mayor

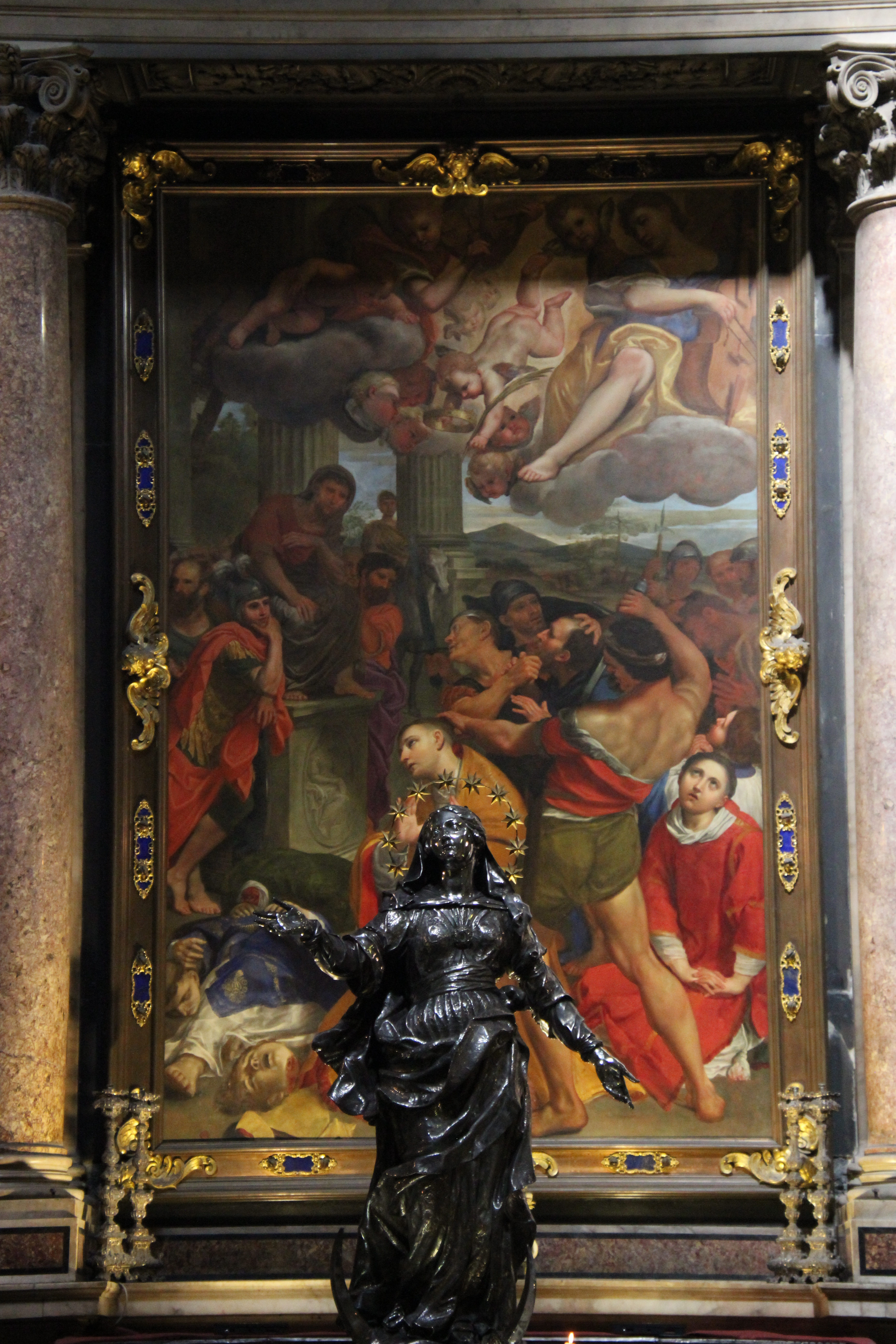
Decapitación de San Gennaro, Domenichino

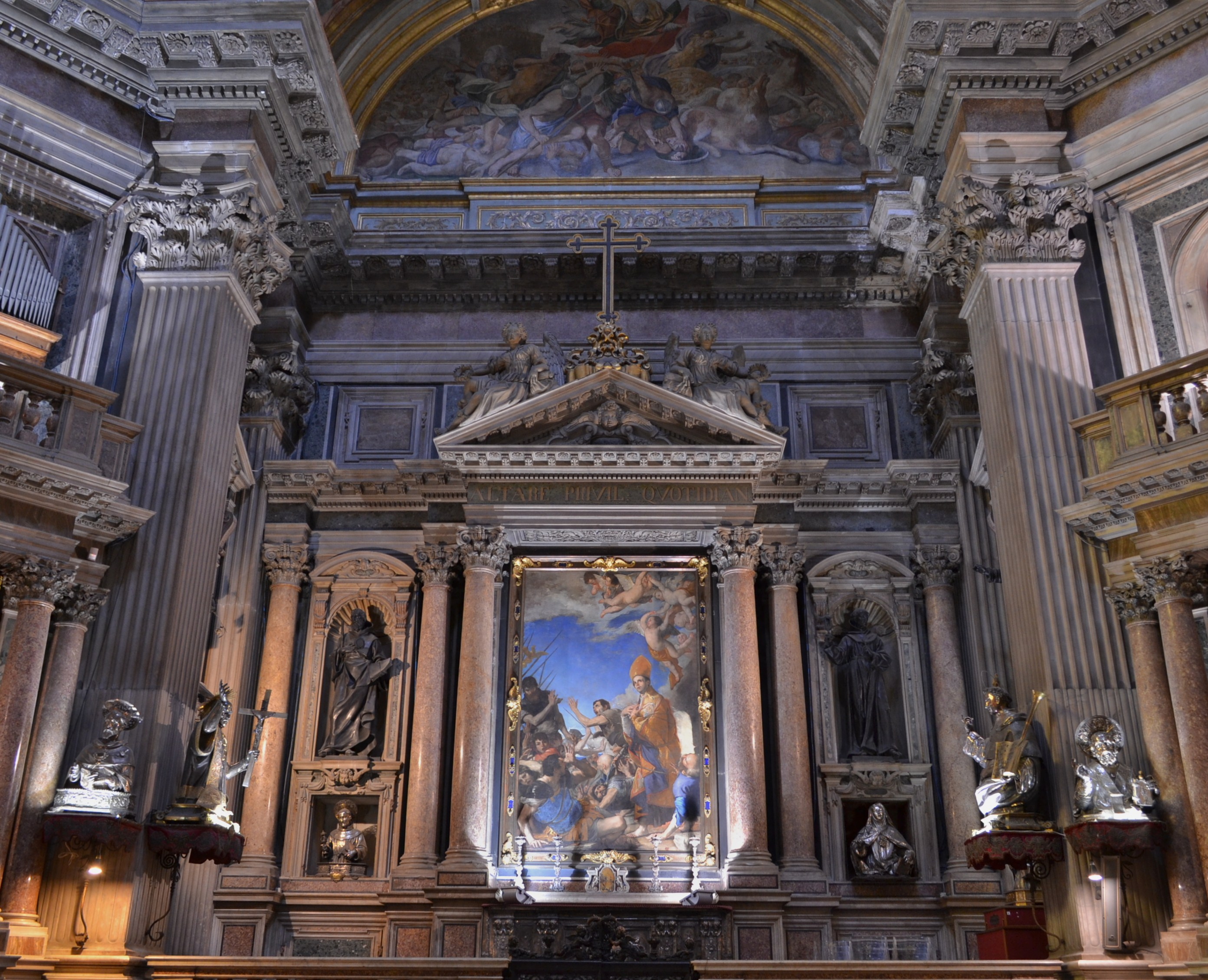
altar derecho

El 5 de febrero de 1601, los "electos de la ciudad" nombraron una comisión laica de doce miembros, denominada «Diputación», integrada por dos representantes por cada una de las cabeceras de la ciudad y encomendada a la tarea de promover y cuidar la construcción y decoración de la nueva capilla de San Gennaro.
La financiación de la obra preveía inicialmente la dotación de 10.000 escudos; sin embargo el fondo alcanzó la cifra de más de 480.000, sin obtener ninguna contribución del Vaticano.

### Eventos relacionados con encargos pictóricos
La construcción de la capilla, que comenzó el 8 de junio de 1608, fue confiada al arquitecto Francesco Grimaldi, ya muy conocido en Nápoles por haber diseñado otros edificios como la iglesia de Santa Maria della Sapienza, la basílica de San Paolo Maggiore, la iglesia de Sant'Andrea delle Dame y otros. Para llevar a cabo la obra arquitectónica se demolieron varios conjuntos preexistentes, como un oratorio, la pequeña iglesia de Sant'Andrea, tres capillas nobles de la catedral de Nápoles (de Filomarino, Capace y Cavaselice) y algunas residencias civiles. A la muerte de Grimaldi en 1613, fue sucedido primero por Ceccardo Bernucci y luego por Giovan Giacomo di Conforto, quien los llevó a su finalización.
Los controvertidos encargos pictóricos vinculados a la capilla, acompañados también de un contexto urbano complejo formado por amenazas y ataques de pintores locales ( Belisario Corenzio, Battistello Caracciolo y Jusepe de Ribera ) en detrimento de los extranjeros para disuadirlos de aceptar el encargo, fenómeno conocida por la historiografía oficial como la cábala de Nápoles, sin embargo, provocó un retraso en la conclusión de las obras, que finalmente se produjo recién en 1646. De hecho, en un primer momento (1618) contacta con el Cavalier d'Arpino para la ejecución del ciclo de frescos de la capilla real, que se referiría a las Historias sobre la vida de San Gennaro y al fresco del Paraíso en la cúpula, de un comienzo de hipo, probablemente también debido al hecho de que el pintor todavía estaba en Roma en ese momento para la finalización de sus otras obras, la elección de la Diputación recayó posteriormente (1620) en Guido Reni, ya activo en Nápoles. La Diputación, dirigiendo sus elecciones sobre el pintor emiliano, reafirmó así su intención de confiar las obras, probablemente las más importantes de ese período en la ciudad, también vinculadas a un lugar particularmente dedicado al pueblo napolitano, a pintores no locales. La consecuencia de esta decisión fue que el movimiento intimidatorio emprendido por los tres pintores napolitanos, sobre todo Corenzio, se activó con tal arrogancia que organizó una emboscada a un colaborador de Reni, causándole heridas. En este punto, el miedo al incidente llevó a Reni a rechazar el encargo, por lo que la Diputación tuvo que movilizarse de nuevo en la búsqueda del pintor a quien encomendar el encargo. Esta vez, la investigación vio ampliar el horizonte de toma de decisiones de la Diputación, volviendo también su mirada a artistas napolitanos como Fabrizio Santafede y Caracciolo. Sin embargo, sus borradores presentados a la institución no fueron del agrado por lo que, en 1628, aún no se iniciaba la obra del ciclo pictórico.

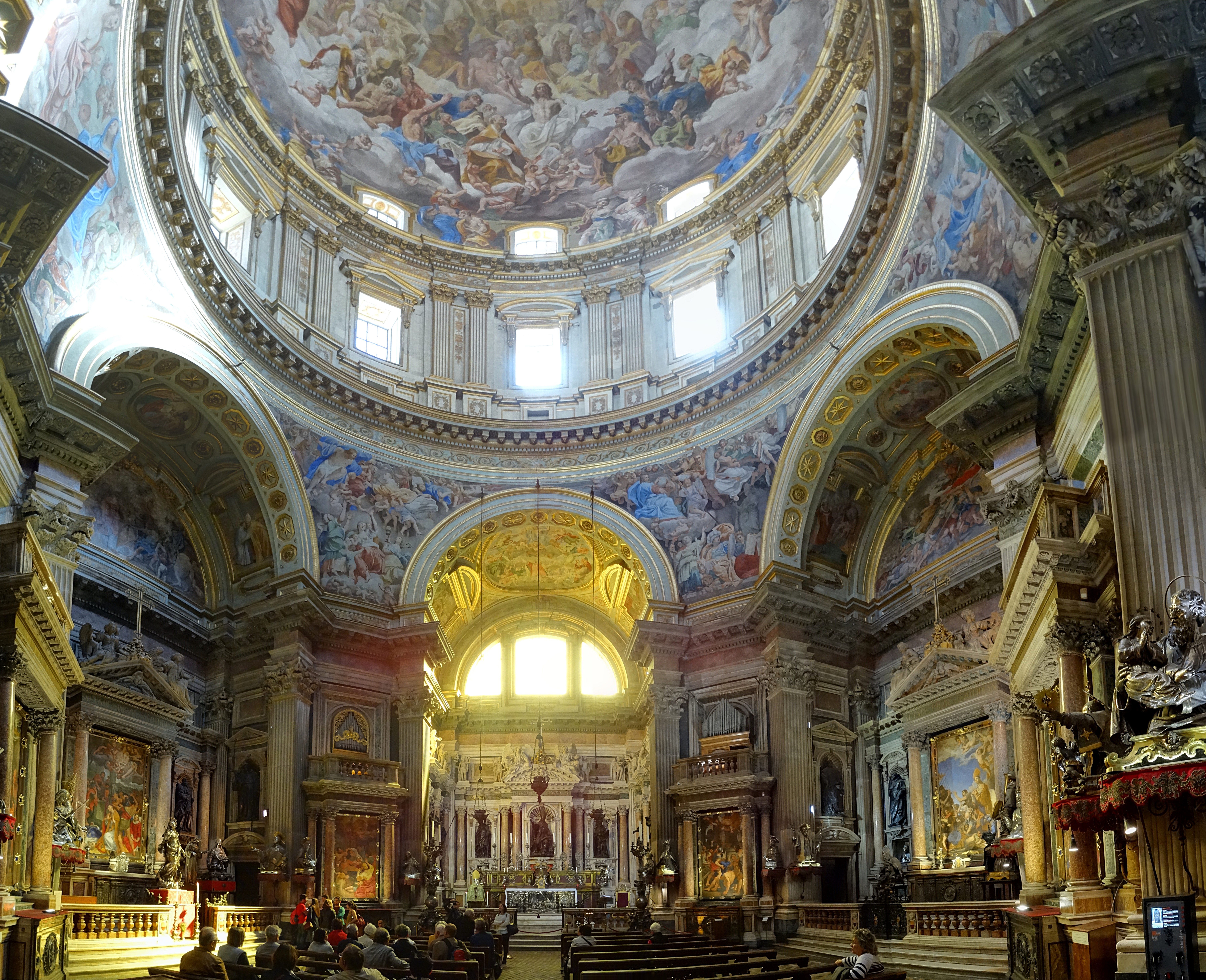
Vista de los frescos de Lanfranco y Domenichino

Dos años más tarde, Domenichino, otro pintor emiliano, logró convencer al órgano cívico con sus propias pruebas y finalmente comenzó las decoraciones de las bóvedas, completando primero las de los arcos del altar en 1633, luego completando los frescos de las cuatro plumas y finalmente, en el mismo año, completando cinco de los seis óleos sobre cobre (uno resultó incompleto) que decoran la banda inferior de la capilla. Domenichino luego pintó la mayoría de los frescos que le encargaron hasta su repentina muerte el 6 de abril de 1641, probablemente envenenado por los tres pintores napolitanos pertenecientes a la Cábala . Después de dos días, vino a reemplazarlo en los trabajos internos de la cúpula otro pintor nativo de la escuela emiliana, Giovanni Lanfranco, quien se encargó de completar la escena del Paraíso, completándola en 1643.
Las obras que quedaron incompletas en ese momento fueron dos óleos sobre cobre, uno en el primer pilar de la derecha, que Domenichino no tuvo tiempo de completar, y el otro en el altar derecho, nunca iniciado. Entonces, el 6 de junio de 1646, la Diputación decidió, por primera vez desde el comienzo de las obras, confiar la creación de una obra a un pintor napolitano, Massimo Stanzione . Era la rama que representaba el Milagro de la Obsessess, en el primer pilar de la derecha, la que tenía como objetivo reemplazar la versión inacabada de Domenichino. La pintura creada por Stanzione primero reemplazó al Domenichino inacabado, que se colocó en la sacristía de la Inmaculada Concepción, ahora parte del complejo del museo del Tesoro de San Gennaro, luego la Diputación en el transcurso del siglo XIX decidió invertir el dos obras ya que la pintura de Stanzione no se ajustaba al tema pictórico de Domenichino presente y predominante en la capilla, que en ese momento contaba cinco de las seis pinturas del pintor emiliano en la banda inferior y los frescos en los lunetos de los arcos y en las enjutas de la cúpula, que en cambio en el centro ve la obra de Lanfranco. La última obra restante se definió en 1646 con el pintor español pero de escuela napolitana Jusepe de Ribera, quien ejecutó el óleo sobre cobre del retablo de la derecha que representa a San Gennaro ileso del horno, considerado por los expertos una de las obras más bellas de la pintor por la plasticidad de los personajes, por la atención al detalle y por la extraordinaria capacidad expresiva.
Con la obra de Ribera, que de hecho es la única artísticamente "napolitana" del interior de la capilla, se podría definir como completa la obra sobre el ambiente religioso.

### Las relaciones con la Santa Sede y el derecho a la laicidad
Establecida la "Diputación de la Capilla Real del Tesoro", desde el principio el organismo se ha esforzado por afirmar y defender el derecho de patrocinio de la ciudad de Nápoles sobre la capilla precisamente porque esto era una expresión directa de la voluntad de los napolitanos. y por tanto expresión de laicidad, autonomía e independencia de la curia arzobispal .
En 1605 la Diputación, de hecho, obtuvo la bula de fundación del Papa Pablo V y después de tres años, el 8 de junio de 1608, comenzaron las obras de construcción del lugar sagrado.
Los primeros problemas, sin embargo, surgieron durante la construcción con el cardenal arzobispo Francesco Boncompagni, quien se opuso firmemente a la exención de la Diputación de la jurisdicción del orden diocesano.
Surgieron más problemas después de que Giuseppe Garibaldi entrara en Nápoles el 17 de febrero de 1861, cuando se publicaron algunos decretos de lugarteniente relacionados con los beneficios para los laicos y las capellanías . La Diputación luchó por que se reconociera el derecho de patronato laico y el 13 de mayo de 1861 la capilla real de la Hacienda de San Gennaro fue declarada exenta de la anterior ley de 17 de febrero por haber sido reconocida como institución sui generis . Quedaba pues intacta la laicidad de la propiedad, que también resistió las leyes posunitarias del 7 de julio de 1866 y del 15 de agosto de 1867, con las que se negaba el reconocimiento de laicidad a todas las órdenes y congregaciones religiosas regulares, conservatorios de música y retiros que implicaban la vida. en común y tenía carácter eclesiástico. Todos los lugares propiedad de estos cuerpos suprimidos fueron confiscados por la propiedad del estado y se sancionó la inhabilidad para todo cuerpo moral eclesiástico de poseer bienes, sin perjuicio de las parroquias. El carácter laico de la Diputación sancionado por las bulas papales se mantuvo gracias también a un apasionado memorial enviado a la Cámara del gobierno italiano y firmado por el presidente Rodrigo Nolli, entonces alcalde de Nápoles, y por todos los diputados, con quienes el carácter laico de la Diputación, el derecho de patronato obtenido por tres bulas papales y la enconada guerra librada contra la curia arzobispal de Nápoles por el mantenimiento del estatus jurídico y la plena autonomía.
El 15 de agosto de 1927, el Papa Pío XI con la bula Napolitana y Civitatis gloria reconoció que las bulas papales del Papa Pablo V y Urbano VIII habían definido el derecho de patronato de la ciudad de Nápoles sobre la capilla, la administración de los bienes, la elección de capellanes con los derechos y deberes relativos, el servicio del culto divino y otros privilegios inherentes.

## Descripción

### Planta
| 1. Puerta de Cosimo Fanzago (1665) 2. Enfermos curados con aceite de la lámpara del santo, Domenichino (1640) 3. Decapitación de San Gennaro, Domenichino (1640 - altar izquierdo) 4. Resurrección de los muertos, Domenichino (1640) ↑ Órganos de la capilla real, Pompeo De Franco (1649) 5. Busto relicario de San Gennaro, Etienne Godefroy, Guillame de Verdelay y Milet d'Auxerre (1305) 6. Altar mayor, Francesco Solimena (1667) 7. Enfermo en la tumba del santo, Domenichino (1640) ↑ Órganos de la capilla real, Giovanni y Pietro Petillo (1902) 8. San Gennaro sale ileso del horno, Jusepe de Ribera (1646 - altar derecho) 9. Liberación de una mujer poseída, Domenichino (1640) 10. Frescos en la bóveda de la capilla : en la cúpula el Paraíso de Lanfranco (1643) en las pechinas y lunetos las Historias de San Gennaro de Domenichino (1631-1633) 11. Pasaje 12. Sacristía 13. Capilla de la Concepción 14. Museo del Tesoro de San Gennaro | Pianta |

### Interior
La capilla tiene planta de cruz griega, cuya entrada se caracteriza por una puerta monumental en bronce dorado diseñada por Cosimo Fanzago en 1630 para reemplazar la construida por Giovan Giacomo Conforto en 1628, precedida a su vez por una banda de mármol en el suelo (similar al que caracteriza la capilla del Capece Minutolo de la misma catedral) que delimita la superficie de la capilla, separándola así del resto del edificio religioso y reafirmando así su plena autonomía administrativa respecto a la curia.

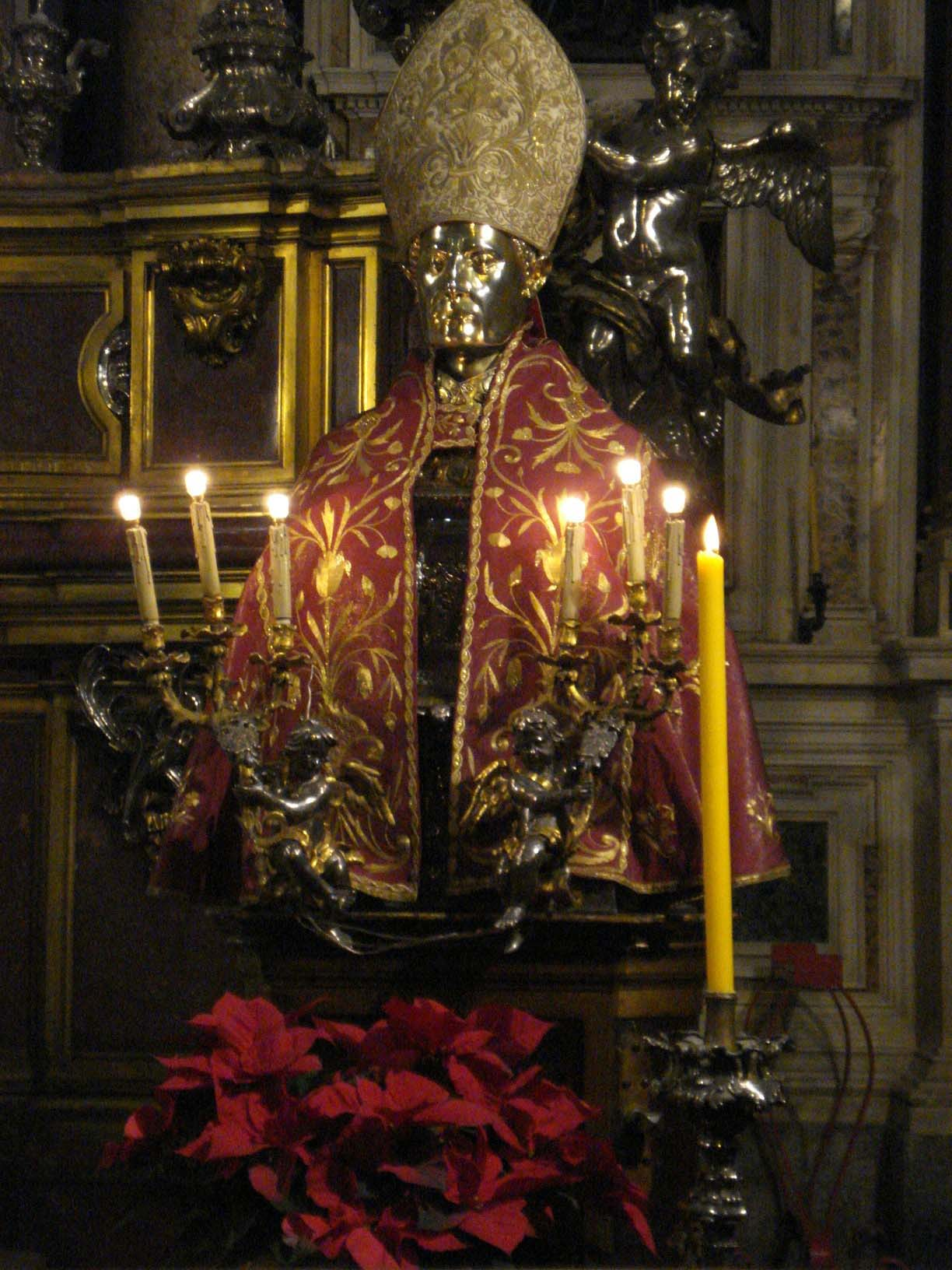
El busto relicario de San Gennaro de 1305 vestido con capa pluvial y mitra en seda y oro del siglo XVIII

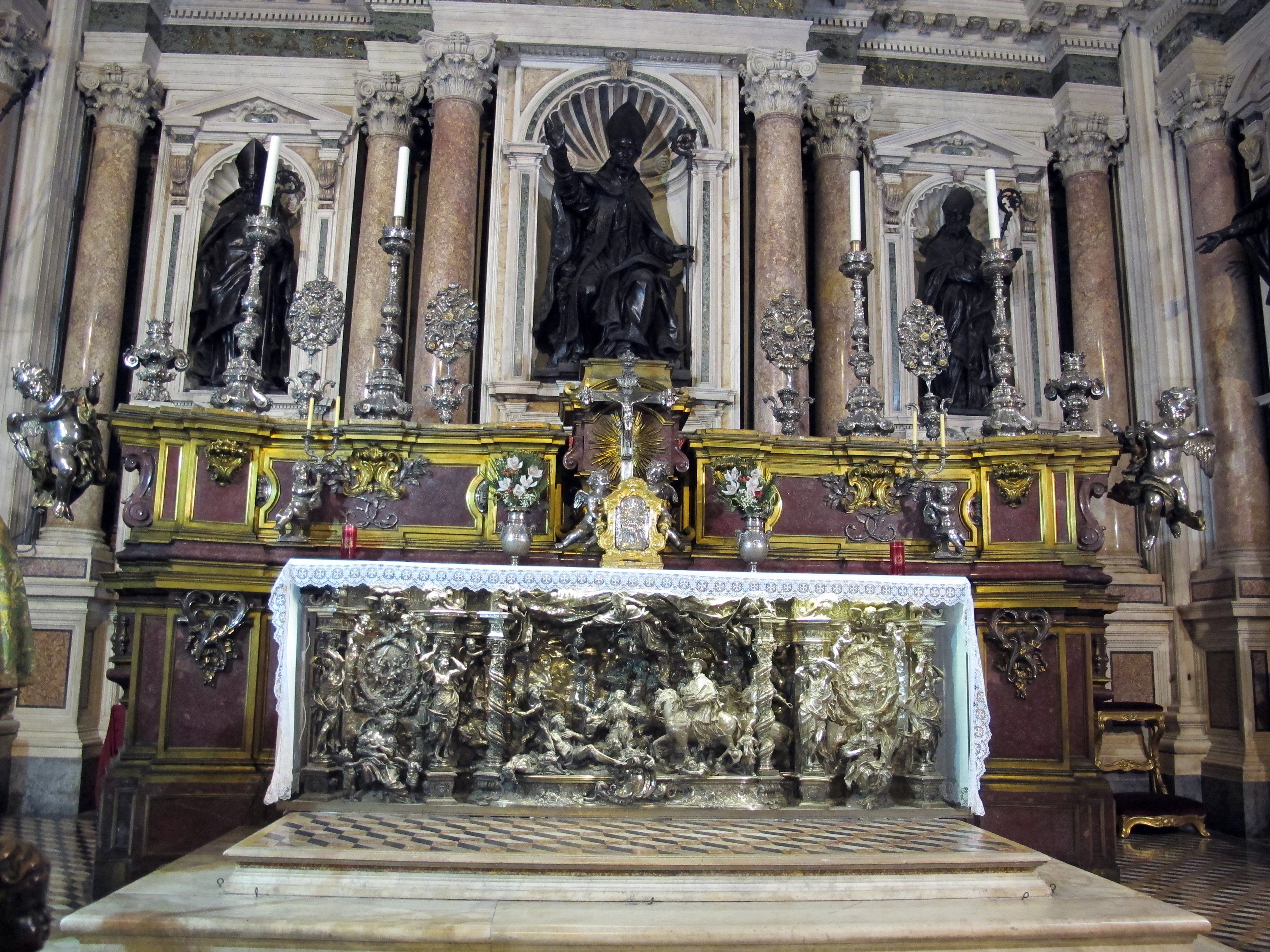
Altar mayor: en el primer plano inferior está el relieve plateado de la Traslazione del Vinaccia, en el centro superior el San Gennaro sentado de Finelli

El altar mayor está en el centro del presbítero, dos altares son laterales mientras que los otros cuatro más pequeños están colocados en las bases de los pilares que sostienen la cúpula, típico del estilo barroco napolitano del siglo XVII. Francesco Solimena construyó el nuevo altar mayor, en pórfido, terminado en 1667 que enmarca el frontal de plata que representa el Traslado de las reliquias de la santa de Monte Vergine a Nápoles, esta obra de Giovan Domenico Vinaccia ejecutada entre 1692 y 1695. Detrás del altar, dos nichos con puertas de plata donados por Carlos II de España en 1667 contienen las ampollas de la sangre de San Gennaro y también debió contener el busto relicario de San Gennaro en oro y plata, realizado por tres orfebres provenzales y donado por Carlos II de Anjou en 1305, pero expuesta en la capilla delante del altar mayor, retranqueada a la izquierda.
En los dos coros de los lados del ábside hay otros tantos órganos de tubos . El órgano izquierdo es el más antiguo que aún funciona en Nápoles; fue construido en 1649 por Pompeo De Franco y, que se ha mantenido inalterado a lo largo de los siglos, está formado por 5 registros, con un solo teclado y sin pedalera. El órgano derecho, coetáneo al primero, fue modificado significativamente en 1902 por Giovanni y Pietro Petillo y consta de nueve registros, siete para el manual y dos para el pedal.

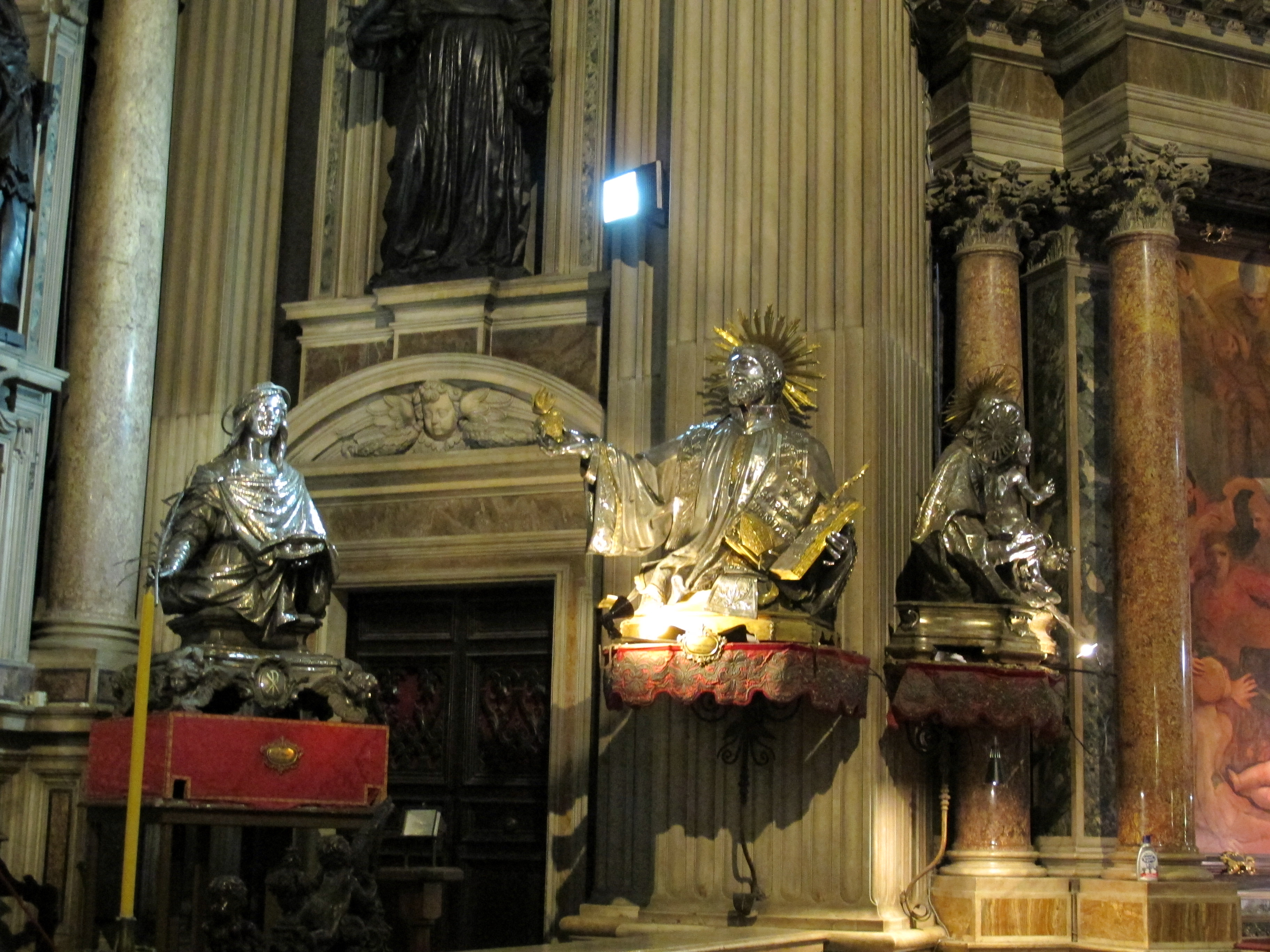
Algunas esculturas de plata que caracterizan la capilla

Toda la capilla está rodeada por una serie de diecinueve esculturas de bronce que ve en la central, situada detrás del altar mayor, el San Gennaro sentado de 1645, como para "dirigir" a los otros dieciocho copatronos en la defensa de Nápoles del hambre., de la crisis, de la peste y de la ira del Vesubio. El conjunto de decoraciones escultóricas, sin embargo, había comenzado en 1610, a partir de un diseño de Francesco Grimaldi, que se llevó a cabo durante un período de más de veinte años bajo la dirección de Cristoforo Monterosso, involucrando además del carrarese Giuliano Finelli, un alumno de Gian Lorenzo Bernini, que ejecutó la mayor parte de las obras, incluidos otros escultores de la escuela napolitana. Los sentados San Gennaro, Sant'Agrippino, Sant'Agnello, San Tommaso d'Aquino, Sant'Eufebio, San Severo y Santa Patrizia, en la zona del presbiterio, son de Finelli; Sant'Andrea d'Avellino y San Domenico, en el altar izquierdo; San Giacomo della Marca y San Francesco di Paola en el altar derecho; San Nicola a la izquierda de la entrada. Las otras esculturas son en cambio el San Gaetano de Domenico Marinelli a la derecha de la entrada; Santa Teresa, de Cosimo Fanzago en el altar derecho; Sant'Aspreno y Sant'Attanasio de Giovanni Domenico Monterossi y Tommaso Montani en el presbiterio; Sant'Antonio da Padova del Marinelli y San Francesco Saverio del Vinaccia en el altar izquierdo. También están presentes en la capilla, incluyendo la sacristía y la capilla de la Concepción, cincuenta y cuatro bustos relicarios todos completamente en plata, siempre representando a los santos patronos de la ciudad y siempre de la escuela napolitana, algunos atribuidos a Lorenzo Vaccaro, Giuseppe Sanmartino, Andrea Falcone y Francesco Citarelli.
Las pinturas y frescos de la capilla son principalmente de Domenichino, a excepción del ciclo en la parte central de la cúpula que representa la escena del Paraíso, realizado por Giovanni Lanfranco en 1643 y a excepción del retablo derecho, el San Gennaro sale ileso del horno de 1646, que pertenece en cambio a Ribera.
En cuanto a los frescos, la Virgen que intercede por Nápoles,  el  Encuentro de San Gennaro con Cristo en la Gloria Celestial, Cristo ordena a San Gennaro que defienda Nápoles y el Patronato de los Santos Gennaro, Agripina y Agnello Abate son de la mano de Domenichino. se colocan en las respectivas cuatro pechinas de la cúpula, en el sentido de las agujas del reloj de izquierda a derecha a partir de la más cercana a la entrada de la capilla. Los lunetos de la entrada y los dos altares laterales, así como la bóveda del principal y los tres subarcos (los dos laterales y la entrada) ven otras escenas sobre las Historias de la vida de San Gennaro, terminado en 1633 . En el luneto de acceso está el San Gennaro que detiene la lava de 1631, en el del altar izquierdo está el San Gennaro llevado al martirio con sus compañeros Festo y Desiderio, en la bóveda del altar mayor hay frescos que representan las escenas del tormento del santo, de San Gennaro en el anfiteatro de Pozzuoli y de San Gennaro que da vista al tirano Timoteo mientras que en la luneta del altar derecho está el San Gennaro que libera a Nápoles de los sarracenos.
Las pinturas que en cambio caracterizan la banda inferior de la capilla perteneciente al artista emiliano, todas al óleo sobre cobre que datan de alrededor de 1640 y siempre referentes a las Historias de la vida del santo, son en cambio cinco: la Decapitación de San Gennaro, en el altar izquierdo, con a los lados, en las columnas, los enfermos curados con el aceite de la lámpara del santo a la izquierda y la Resurrección de un muerto a la derecha, mientras que en el lado derecho de la capilla, en la columna izquierda, están los enfermos en el sepulcro del santo ya la derecha la inconclusa Obsesión liberada de la invocación del nombre del santo.

#### Sacristía y capilla de la Concepción
Detrás del altar a la derecha, un corredor que se abre a la pared izquierda, con frescos en trampantojo, conduce a un ambiente a cuyos lados se abre, a la derecha, la sacristía de la capilla de San Gennaro, y en a la izquierda, la capilla de la Conciliación (o de la Inmaculada Concepción).

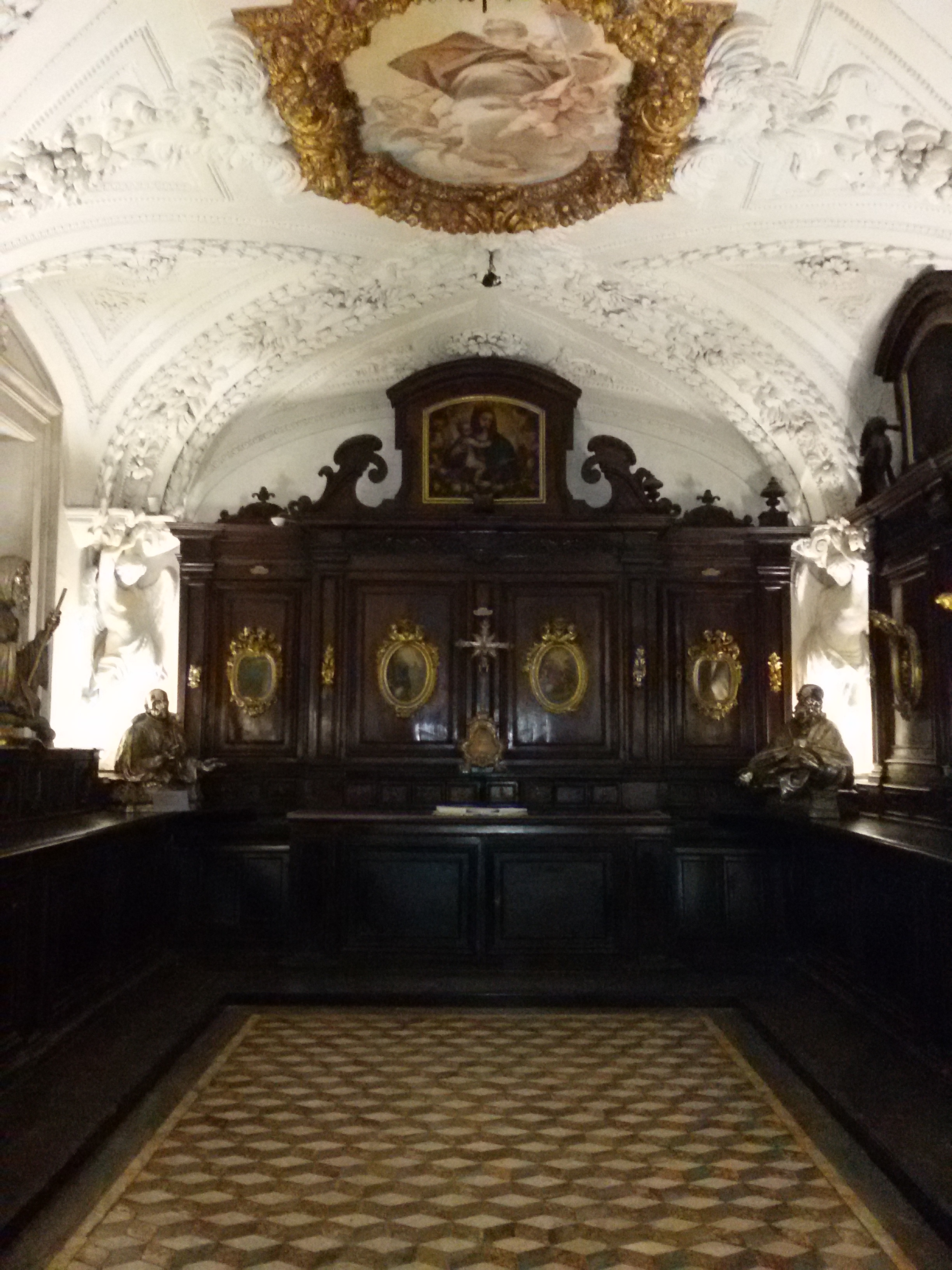
Sacristía

El pasaje de la capilla, también en trampantojo, tiene frescos a lo largo de la bóveda y las paredes que datan de alrededor de 1744 por Francesco Russo y Nicola Maria Rossi, un busto de bronce de San Gennaro sobre la puerta de entrada, un lavabo del siglo XVII. mármol rodeado a los lados por dos bancos también de mármol, mientras que las cuatro pinturas ovales colocadas a lo largo de las paredes son obra de Vincenzo Fato y representan las escenas del Idropico, la Resurrección de Lázaro, el ciego de nacimiento y el cananeo.
A la derecha se abre la sacristía de la capilla real; este ve a lo largo de las paredes muebles del siglo XVII de Dionisio Lazzari que todavía se utilizan hoy para guardar las vestiduras litúrgicas y los objetos sagrados destinados a las funciones religiosas, mientras que la bóveda está decorada con frisos y figuras en forma de cariátides de estuco de Andrea Falcone ejecutadas en 1668, culminando en el centro del techo con un fresco ovalado de Luca Giordano de San Gennaro in Glory ejecutado en el mismo año. En los tímpanos de los armarios hay otras cuatro pinturas sobre cobre de Giordano, que representan una Virgen con el Niño, un San Zaccaria, una Sant'Anna y un San Giuseppe ; en las puertas hay ocho óvalos todavía en cobre sobre las Historias de Cristo : del Jordán son Calvario y Gethsman, de Vincenzo Fato son el Nacimiento, la Epifanía, la Circuncisión y la Disputa, todos datan de 1742, mientras que de Paolo De Majo son la Trinidad y la Anunciación, datables en el siglo XVIII.

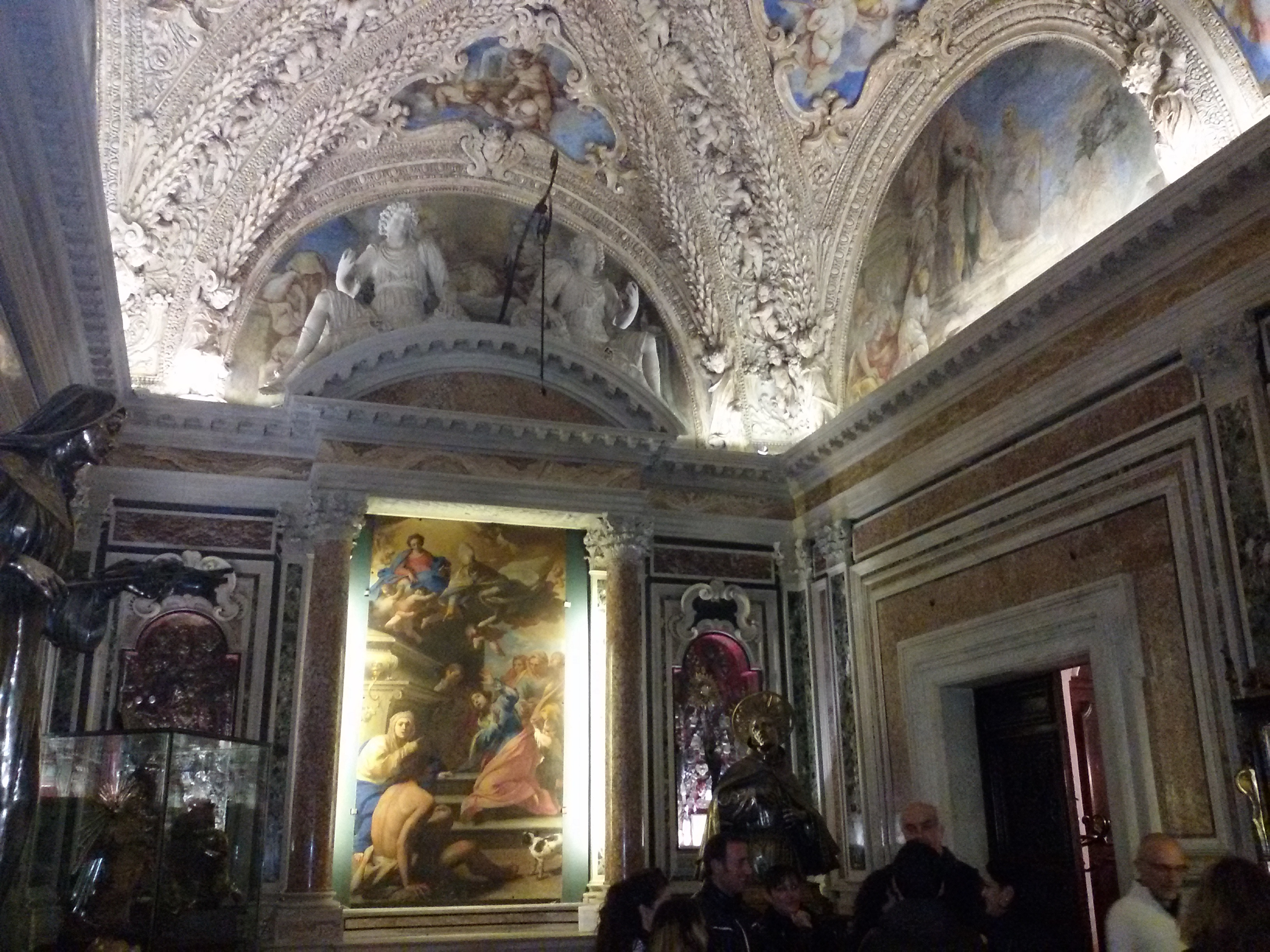
Capilla de la Concepción

La capilla que se abre a la izquierda del pasaje es en cambio la capilla de la Concezione, que tiene una bóveda ricamente decorada con frisos y putti en mármol y estuco y todavía con frescos en trampantojo por Luca Giordano en 1663 y Giacomo Farelli más tarde., el cual se encargó de rematar la obra completando también el óvalo central de la bóveda con la Inmaculada Concepción. En el altar está la Liberación de un poseído por Massimo Stanzione de 1643, encargado por la Diputación al pintor napolitano para reemplazar el inacabado (por la muerte del artista) de Domenichino presente en la capilla. Sin embargo, debido a los fuertes resentimientos de la influencia caravaggesca que también se encuentran en el lienzo, la obra de Stanzione no fue preferida a la del pintor emiliano que, en cambio, según la Diputación, habría respetado mejor la armonía compositiva de todo el entorno. La pintura de cobre se colocó así a mediados del siglo XIX en el altar de la capilla de la Concepción. Finalmente, en la pared lateral hay dos entradas que abren las salas del Museo del Tesoro de San Gennaro, de donde deriva el uso de la sacristía, el pasillo y la capilla de la Concepción.

## Nota
1. 1 2 3 4 5 6 7  (Touring Club Italiano, p. 217).
2. ↑  Lo storico documento, datato 13 gennaio 1527 è oggi conservato ed esposto nel Museo del Tesoro di san Gennaro: Die XIII Ianuarii 1527, Neapoli.
3. ↑  «Pittura a Napoli».
4. ↑  F. Strazzullo La Real Cappella del Tesoro di S. Gennaro: documenti inediti, Napoli, Società Editrice Napoletana, 1978, p. 85 n. 265
5. ↑  Franco Strazzullo, Architetti e Ingegneri napoletani dal '500 al '700, Napoli 1969 p. 91
6. ↑  «L'Organo "De Franco" 1649 della Cappella del Tesoro di S.Gennaro - Napoli». gmvitagliano.com.
7. ↑  Graziano Fronzuto. «Gli organi della cattedrale di Napoli». organoacanne.altervista.org.
8. 1 2  (Touring Club Italiano, p. 218).
9. 1 2 3 4  «Descrizione delle sale dal sito del Museo del Tesoro di San Gennaro». Archivado desde el original el 26 de abril de 2016. Consultado el 14 de octubre de 2022.